# Stefano Seedorf
Stefano Seedorf (ur. 28 kwietnia 1982 w Zaandam) – holenderski piłkarz występujący na pozycji pomocnika.
W Eredivisie rozegrał 93 spotkania i zdobył 15 bramek.